# Puig de s'Agalla
El Puig de s'Agalla és una muntanya de 136 metres que es troba al municipi de Cadaqués, a la comarca catalana de l'Alt Empordà.